# Jim Messina (musicista)
James Messina, detto Jim (Maywood, 5 dicembre 1947), è un musicista e cantante statunitense.

## Biografia
Nato in California, è cresciuto tra la California ed il Texas.
Nel 1964, con il gruppo Jim Messina and His Jesters, pubblica un LP dal titolo The Dragsters.
Con il gruppo Buffalo Springfield ha preso parte, tra il 1967 ed il 1968, alla realizzazione dell'album Last Time Around, terzo e ultimo album in studio della band, nel ruolo di bassista e in quello di produttore discografico.
Dopo lo scioglimento dei Buffalo Springfield, insieme a Richie Furay, nel 1968 ha fondato la band chiamata Poco. In questo gruppo Messina è chitarrista e cantante. Dopo l'uscita di due dischi in studio e un album dal vivo, nel 1970 decide di concentrarsi su altri progetti.
Nel 1971 dà vita al duo Loggins and Messina, composto insieme a Kenny Loggins. I due artisti pubblicano assieme, tra il 1971 ed il 1976, sei album in studio e due album dal vivo, molti dei quali certificati disco di platino o disco d'oro negli Stati Uniti.
Nel 1979 pubblica il suo primo album da solista intitolato Oasis. Dopo aver firmato per Warner Bros. Records, pubblica il suo secondo album Messina, a cui collabora Pauline Wilson. Il suo terzo disco One More Mile esce nel 1983.
Nel periodo 1988-1991 rientra nella formazione dei Poco, con cui realizza l'album Legacy (1989).
Nel 1996 pubblica l'album solista Watching The River Run.
Nel 2005 viene ricomposto il duo Loggins and Messina, che intraprende un tour che sfocia nella registrazione dell'album dal vivo Live: Sittin' In Again at the Santa Barbara Bowl (2005). Il duo ritorna in tournée nel 2009. Nello stesso anno 2009 Messina pubblica un disco di musica latina dal titolo Under a Mojito Moon-Part 1.

## Discografia parziale

### Jim Messina and His Jesters
- 1964 - The Dragsters

### Buffalo Springfield
- 1968 - Last Time Around

### Poco
- 1966 - Pickin' Up the Pieces
- 1970 - Poco
- 1971 - Deliverin' (live)
- 1989 - Legacy

### Loggins and Messina
- 1971 - Sittin' In
- 1972 - Loggins and Messina
- 1973 - Full Sail
- 1974 - On Stage (live)
- 1974 - Mother Lode
- 1975 - So Fine
- 1976 - Native Sons
- 1976 - Finale (live)
- 1977 - The Best of Friends (raccolta)

### Jim Messina
- 1979 - Oasis
- 1981 - Messina
- 1983 - One More Mile
- 1996 - Watching The River Run
- 2005 - Watching The River Run (Revisited)
- 2009 - Under a Mojito Moon Part-1
- 2012 - "Live" at the Clark Center for the Performing Arts
- 2017 - In The Groove